# ستار همدانی
ستار همدانی (زاده ۱۷ خرداد ۱۳۵۳ در تبریز) بازیکن سابق و مربی فوتبال اهل ایران است.
وی عضو سابق تیم ملی فوتبال ایران بود و نیز برای باشگاه‌های مختلفی از جمله تراکتورسازی تبریز، استقلال تهران، بهمن کرج و النصر امارات به میدان رفت.

## افتخارات
تیم ملی فوتبال ایران
قهرمان آسیا
🥇 مدال طلای بازی‌های آسیایی ۱۹۹۸
باشگاه فوتبال استقلال تهران
به عنوان بازیکن
🏆🥇قهرمان جام حذفی فوتبال ایران ۷۹–۱۳۷۸
🏆🥇قهرمان لیگ فوتبال ایران جام آزادگان ۸۰–۱۳۷۹
🥈نایب قهرمان لیگ برتر فوتبال ایران ۸۳–۱۳۸۲
🥈نایب قهرمان جام حذفی فوتبال ایران ۸۳–۱۳۸۲
به عنوان کمک مربی
🏆 🥇 قهرمان لیگ برتر فوتبال ایران ۹۲–۱۳۹۱